# Puschendorf
Puschendorf – miejscowość i gmina w Niemczech, w kraju związkowym Bawaria, w rejencji Środkowa Frankonia, w regionie Industrieregion Mittelfranken, w powiecie Fürth. Leży w Okręgu Metropolitarnym Norymbergi, około 20 km na północny zachód od Norymbergi i ok. 12 km od Zirndorfu, nad rzeką Zenn, przy linii kolejowej Monachium - Norymberga - Würzburg - Hanower.

## Dzielnice
W skład gminy wchodzą następujące dzielnice: 
| - Bronnenmühle - Fernabrünst - Großhabersdorf - Hornsegen - Oberreichenbach - Schwaighausen | - Stammesmühle - Unterschlauersbach - Vincenzenbronn - Weihersmühle - Wendsdorf - Ziegelhütte |  |

## Polityka
Rada gminy składa się z 15 członków:
|      | CSU | SPD | FW | Razem     |
| 2002 | 7   | 5   | 3  | 15 miejsc |

### Współpraca
Miejscowości partnerskie:
- Castelnuovo Berardenga, Włochy
- Zwönitz, Saksonia